# Antsampandrano (Ambatolampy)
Antsampandrano – gmina na Madagaskarze, w regionie Vakinankaratra, w dystrykcie Ambatolampy. W 2001 roku zamieszkana była przez 19 656 osób. Siedzibę administracyjną stanowi miejscowość Antsampandrano.